# یواس‌اس پالاکس (اس‌پی-۲۵۷۳)
یواس‌اس پالاکس (اس‌پی-۲۵۷۳) (به انگلیسی: USS Pollux (SP-2573)) یک کشتی بود که طول آن ۳۲۶ فوت ۹ اینچ (۹۹٫۵۹ متر) بود. این کشتی در سال ۱۹۰۹ ساخته شد.